# Resultados do Carnaval de Brasília em 2014
Esta é uma lista sobre os resultados do Carnaval de Brasília em 2014

## Grupo Especial
| Posição | Escolas                       | Pontos  | Classificação ou rebaixamento     |
| ------- | ----------------------------- | ------- | --------------------------------- |
| 1       | Asa Norte                     | 268,5   | Campeã do Carnaval 2013           |
| 2       | ARUC                          | 267,7,5 |                                   |
| 3       | Bola Preta de Sobradinho      |         |                                   |
| 4       |                               |         |                                   |
| 5       |                               |         |                                   |
| 6       | Mocidade Independente do Gama |         | Desce para o Grupo de acesso 2014 |

## Grupo de acesso
| Posição | Escolas                | Pontos        | Classificação ou rebaixamento       |
| ------- | ---------------------- | ------------- | ----------------------------------- |
| 1       | Império do Guará       |               | Sobe para o Especial 2014           |
| 2       | Unidos da Vila Paranoá | 261,50        |                                     |
| 3       | Unidos do Varjão       | 261,10 pontos |                                     |
| 4       |                        |               |                                     |
| 6       |                        |               |                                     |
| 6       |                        |               |                                     |
| 7       |                        |               |                                     |
| 8       |                        |               |                                     |
| 9       |                        |               |                                     |
| 10      | Dragões de Samambaia   | 238,20 pontos | Desce para os Blocos de enredo 2014 |

## Blocos de enredo
| Posição | Escolas                          | Pontos        | Classificação ou rebaixamento    |
| ------- | -------------------------------- | ------------- | -------------------------------- |
| 1       | Acadêmicos do Riacho Fundo II    | 263,7 pontos. | Sobe para o Grupo de acesso 2014 |
| 2       | Mocidade do Valparaíso           | 261,20        |                                  |
| 3       | Projeto Colibri de São Sebastião | 257,60        |                                  |
| -       | Coruja Serrana de Sobradinho II  | não competiu  |                                  |
| -       | Unidos de Vicente Pires          | não competiu  |                                  |